# Ctenoplana perrieri
Ctenoplana perrieri är en kammanetart som först beskrevs av Dawydoff 1930.  Ctenoplana perrieri ingår i släktet Ctenoplana och familjen Ctenoplanidae. Inga underarter finns listade i Catalogue of Life.